# Karkonosze (district)
Karkonosze (powiat karkonoski) is een Pools district (powiat) in de woiwodschap Neder-Silezië. Het district heeft een totale oppervlakte van 628,21 km² en telt 63.591 inwoners (2019).
In de jaren 1999–2020 bestond het als de Jelenia Góra district (powiat jeleniogórski).

## Gemeenten
Het district bestaat uit negen gemeenten, waarvan vier stadsgemeenten en vijf landgemeenten.

### Stadsgemeenten
- Karpacz (Krummhübel)
- Kowary (Schmiedeberg im Riesengebirge)
- Piechowice (Petersdorf)
- Szklarska Poręba (Schreiberhau)

### Landgemeenten
- Janowice Wielkie (Jannowitz)
- Jeżów Sudecki (Grunau)
- Mysłakowice (Zillerthal-Erdmannsdorf)
- Podgórzyn (Giersdorf)
- Stara Kamienica (Alt Kemnitz)

Stadsdistricten:
Wrocław · Jelenia Góra · Legnica · Wałbrzych

Districten:
Bolesławiec · Dzierżoniów · Głogów · Góra · Jawor · Kamienna Góra · Karkonosze · Kłodzko · Legnica · Lubań · Lubin · Lwówek Śląski · Milicz · Oleśnica · Oława · Polkowice · Środa Śląska · Strzelin · Świdnica · Trzebnica · Wałbrzych · Wołów · Wrocław · Ząbkowice Śląskie · Zgorzelec · Złotoryja

Grootste steden:
Bielawa · Bolesławiec · Dzierżoniów · Głogów · Jelenia Góra · Legnica · Lubin · Oleśnica · Świdnica · Wałbrzych · Wrocław · Zgorzelec